# Jules Degeetere
Jules Degeetere (* 7. April 1876 in Rumbeke; † 10. Februar 1957 in Saint-Gillis) war ein belgischer Radrennfahrer.
Jules Degeetere war Profi von 1896 bis 1900. Degeetere galt als einer der besten belgischen Rennfahrer seiner Generation, gemeinsam mit Cyrille Van Hauwaert und Odiel Defraeye, obwohl er nie deren Erfolge erreichen konnte. Auch sein jüngerer Bruder Gustave war ein Radprofi, starb aber im Alter von 25 Jahren.
1899 wurde Degeetere Belgischer Meister im Straßenrennen und zog anschließend nach Brüssel, um dort als Metzger zu arbeiten. Doch er konnte dort nicht Fuß fassen und wechselte allein zehnmal seine Adresse. 1957 wurde er in Saint-Gillis tot aufgefunden.